# SCV36
Galaxy S8 SCV36（ギャラクシー エスエイト エスシーブイサンロク）は、韓国のサムスン電子（輸入元：サムスン・テレコミュニケーションズ・ジャパン）によって日本国内向けに開発された、auブランドを展開するKDDIおよび沖縄セルラー電話の第3.9世代移動通信システム（au 4G LTE/au VoLTE）、第4世代移動通信システム（au 4G LTE CA/WiMAX2+）対応スマートフォンである。

## 概要
SCV33の後継機種で、狭額縁化が図られている。
SCV33の画面占有率が約76％に対して約84％の画面占有率を持っており、本体も従来型と比べてスリム化が図られている。
また、モバイルHDRにも対応しており、映像の持つ色を細かく表現することが可能となっている。
セキュリティ機能は従来の指紋認証に加えて虹彩認証にも対応。指紋認証と虹彩認証は併用が可能となっており、手袋装着時は虹彩認証、サングラス装着時は指紋認証という風に使い分けができる。なお、au初の虹彩認証対応機種となる。
キャッチコピーは「スマホの新しいカタチ。Infinity Display」。

## その他機能
※PC向けWebブラウザが標準装備されている。携帯向けサイト(EZWeb)は他のスマートフォンやPCと同じく閲覧不可。
| 主な機能・対応サービス                                                  | 主な機能・対応サービス                                                        | 主な機能・対応サービス                                     | 主な機能・対応サービス             |
| ----------------------------------------------------------------------- | ----------------------------------------------------------------------------- | ---------------------------------------------------------- | ---------------------------------- |
| auウィジェット Webブラウザ                                              | うたパス うたパス音楽プレーヤー （ハイレゾ音源対応版） LISMO WAVE             | おサイフケータイ NFC おくだけ充電（Qi） 指紋認証／虹彩認証 | ワンセグ フルセグ DLNA/DTCP-IP     |
| au one メール PCメール Gmail EZwebメール                                | デコレーションメール デコレーションアニメ                                     | Friends Note                                               | PCドキュメント                     |
| au Smart Sports Run & Walk Karada Manager ゴルフ(web版) Fitness、歩数計 | GPS 方位計                                                                    | au oneナビウォーク au one助手席ナビ                        | au one ニュースEX au one GREE      |
| auベーシックホーム じぶん銀行                                           | 緊急速報メール                                                                | Bluetooth                                                  | 無線LAN機能 (Wi-Fi) auシェアリンク |
| 赤外線通信                                                              | au VoLTE （シンクコール対応） WIN HIGH SPEED au 4G LTE （3CC CA対応） WiMAX2+ | au世界サービス                                             | auフェムトセル                     |
| microSDHC microSDXC                                                     | モーションセンサー(6軸)                                                       | 防水 防塵                                                  | 簡易留守録 着信拒否設定            |

- 安心セキュリティパックはフル対応

## 歴史
- 2017年3月29日 (現地時間) - アメリカ・ニューヨークで行われた「Samsung Galaxy Unpacked 2017」にてサムスン電子よりグローバルモデル発表。この時点は日本国内での販売は未定だった[6]。
- 2017年5月23日 - KDDI、およびサムスン・テレコミュニケーションズ・ジャパンより公式発表。
- 2017年6月8日 - 発売開始。